# کارلو سوینیو
کارلو سوینیو (فنلاندی: Kaarlo Soinio; ۲۸ ژانویهٔ ۱۸۸۸ – ۲۴ اکتبر ۱۹۶۰) ژیمناست و بازیکن فوتبال اهل فنلاند بود.
از باشگاه‌هایی که در آن بازی کرده‌است می‌توان به باشگاه فوتبال هلسینکی اشاره کرد.
وی در مسابقات کشوری و بین‌المللی در مجموع برندهٔ ۱ مدال برنز شده‌است.